# Alfonso Font

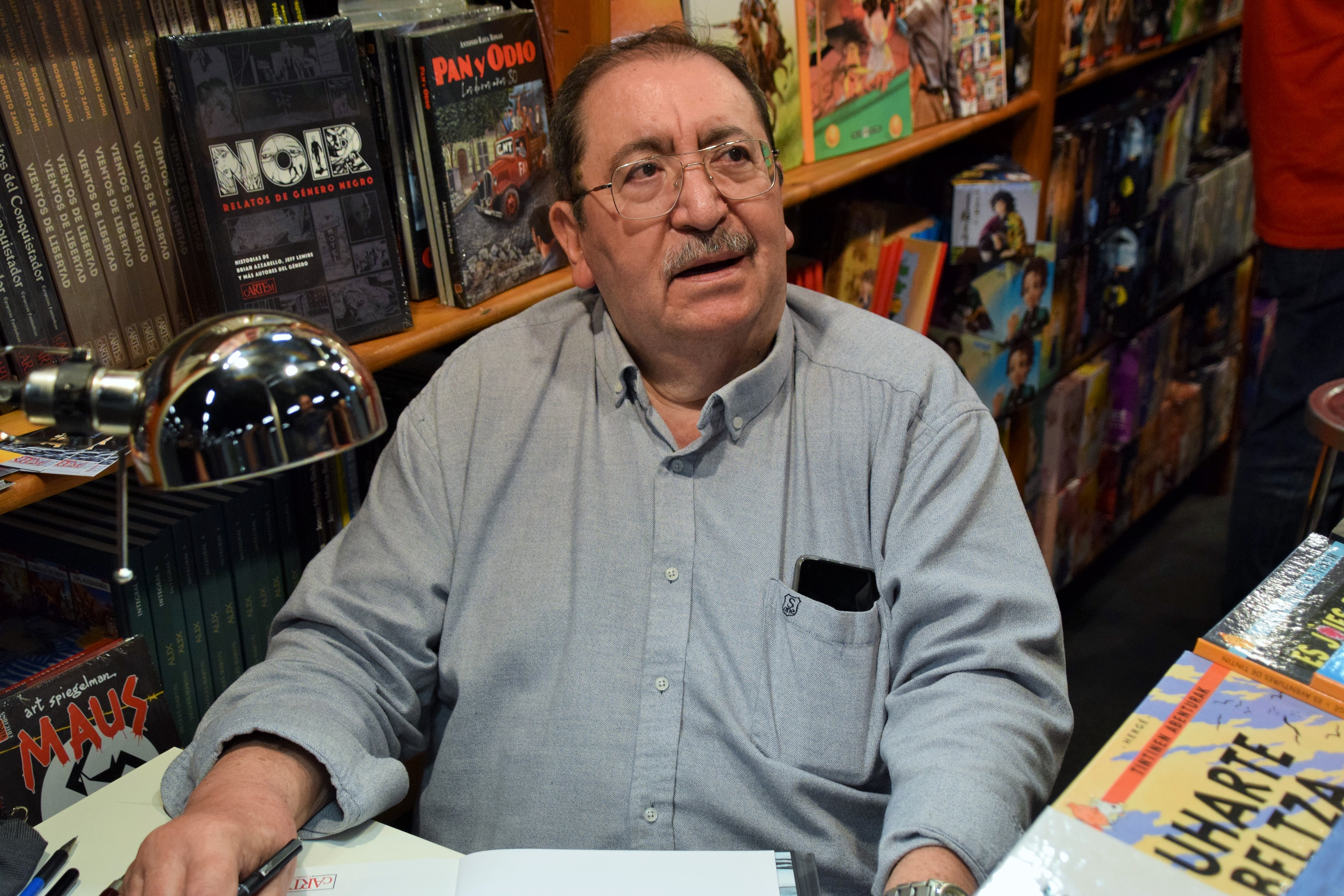
Alfonso Font, 2023

Alfonso Font Carreras (* 28. August 1946 in Barcelona) ist ein spanischer Comicautor und -zeichner.

## Leben und Werk
Alfonso Font begann 1962 als Lehrling für Editorial Bruguera Romane zu illustrieren. Seine ersten Comics erschienen bei Editorial Toray und ab Ende der 1960er Jahre arbeitete er auch für Verlage in den USA.
1975 zog er nach Paris und zeichnete nach Szenarien von Patrick Cothias und Roger Lecureux für das Magazin Pif Gadget.
Mit  Cothias schuf er die Science-Fiction-Reihe Alise et les Argonautes (dt.: Das goldene Vlies), mit Lecureux Les Robinsons de la Terre. Wieder zurück in Barcelona schrieb er ab 1980 die Szenarios seiner Comics selbst. Es erschienen die ebenfalls im Science-Fiction-Bereich angesiedelten Reihen Clarke & Kubrick und El prisionero de las estrellas.
Ab 1985 zeichnete er Jon Rohner, eine Abenteuerserie über einen Seemann in der Südsee des späten 19. Jahrhunderts. Sowohl Schauplatz, die Figur Rohner als auch der Zeichenstil erinnern an Hugo Pratts Corto Maltese in der Südseeballade. In Jon Rohner adaptiert Font Erzählungen von Robert Louis Stevenson (Die Insel der Stimmen) und Jack London (Die schrecklichen Salomon-Inseln) und lässt Stevenson und seine Frau Fanny, die ab 1888 in der Südsee lebten, als Figuren auftreten.
In dem historischen Comic Bri d’Alban wechselte er wieder das Genre und schilderte das Spanien des 12. Jahrhunderts. Für die in den 1920er Jahren spielende Kriminalgeschichte Barcelona im Morgengrauen arbeitete er wieder mit einem Szenaristen, hier Juan Antonio de Blas, zusammen, ebenso wie bei den Zeichnungen für die italienische Westernreihe Tex, (Mauro Boselli).
Sein erotischer Comic Carmen Bond wurde in Deutschland 1988 von der Bundesprüfstelle für jugendgefährdende Schriften indiziert.
Alfonso Font ist verheiratet und hat eine Tochter.

## Auswahl auf Deutsch erschienener Comics
- 1988: Carmen Bond
- 1989: Das goldene Vlies (2 Bände mit Patrick Cothias)
- 1989–1991: Im Labyrinth des Drachen (3 Bände)
- 1990–1991: Jon Rohner (3 Bände)
- 2008: Barcelona im Morgengrauen (mit Juan Antonio de Blas)
- 2017: Blume einer neuen Welt (mit Enrique Sánchez Abuli)